# Comuna Chiliile, Buzău
Chiliile (în trecut, Trestioara) este o comună în județul Buzău, Muntenia, România, formată din satele Budești, Chiliile (reședința), Crevelești, Ghiocari, Glodu-Petcari, Poiana Pletari și Trestioara.

## Așezare
Comuna se află în Munții Buzăului, în zona izvoarelor și cursului superior al râului Sărățel (afluent al Buzăului) și al afluentului său, Fundata. Comuna este străbătută de șoseaua județeană DJ102F, care o leagă de-a lungul râului Sărățel spre sud de Berca (DN10) și mai departe de Buzău, iar spre nord prin dealuri împădurite de Mânzălești.

## Demografie
Componența etnică a comunei Chiliile
     Români (96,25%)
     Alte etnii (0%)
     Necunoscută (3,75%)
Componența confesională a comunei Chiliile
     Ortodocși (96,05%)
     Alte religii (3,95%)
Conform recensământului efectuat în 2021, populația comunei Chiliile se ridică la 506 locuitori, în scădere față de recensământul anterior din 2011, când fuseseră înregistrați 623 de locuitori. Majoritatea locuitorilor sunt români (96,25%), iar pentru 3,75% nu se cunoaște apartenența etnică. Din punct de vedere confesional, majoritatea locuitorilor sunt ortodocși (96,05%).

## Politică și administrație
Comuna Chiliile este administrată de un primar și un consiliu local compus din 9 consilieri. Primarul, Valentin-Sorin Zaman[*], de la Partidul Social Democrat, este în funcție din 2000. Începând cu alegerile locale din 2024, consiliul local are următoarea componență pe partide politice:
|  | Partid                    | Consilieri | Componența Consiliului | Componența Consiliului | Componența Consiliului | Componența Consiliului | Componența Consiliului | Componența Consiliului | Componența Consiliului | Componența Consiliului |
|  | ------------------------- | ---------- | ---------------------- | ---------------------- | ---------------------- | ---------------------- | ---------------------- | ---------------------- | ---------------------- | ---------------------- |
|  | Partidul Social Democrat  | 8          |                        |                        |                        |                        |                        |                        |                        |                        |
|  | Partidul Național Liberal | 1          |                        |                        |                        |                        |                        |                        |                        |                        |

## Istorie
La sfârșitul secolului al XIX-lea, comuna purta numele de Trestioara, făcea parte din plaiul Pârscov al județului Buzău și era formată din satele Albești, Budești, Chiliile, Crivelești, Ghiocari, Trestioara, Sicari și Veghiurile, având în total 980 de locuitori. În comună funcționau două biserici ortodoxe și o școală mixtă. În 1925, comuna este consemnată în plasa Sărățelu a aceluiași județ, având în componență satele Trestioara, Budești, Crivelești și Chiliile, cu o populație de 1145 de locuitori.
În 1950, comuna a fost inclusă în raionul Cărpiniștea din regiunea Buzău și apoi în raionul Buzău din regiunea Ploiești. Înainte de 1968, comuna și-a mutat reședința la Chiliile, luând numele acestui sat; în anul 1968, ea a redevenit parte a județului Buzău, cu această ocazie alipindu-i-se și satele Glodu-Petcari și Poiana-Pletari care până atunci făcuseră parte din comuna Cănești.

## Monumente istorice
Trei obiective din comuna Chiliile sunt incluse în lista monumentelor istorice din județul Buzău, toate ca monumente de arhitectură de interes local. Două se află în satul Budești (casa Nicolai Chioreanu, din 1860, și biserica de lemn „Sfântul Gheorghe”, din 1884), și un al treilea se află în satul Chiliile — casa Constantin Tănase, datând din anii 1870–1875.